# Chhang Dawa

Chhang Dawa, 2021

Chhang Dawa (* 30. Juli 1982 in Nepal) ist ein nepalesischer Höhenbergsteiger. Er hat alle Achttausender bestiegen und ist momentan der jüngste Mensch und nach seinem Bruder Mingma Sherpa der zweite Nepalese, der diese Leistung vollbracht hat. Die beiden sind somit das bisher einzige Brüderpaar, dem die Besteigung aller Achttausender gelang. Seine Serie begann mit der Besteigung des Cho Oyu im Jahr 2000 und endete, als er 2013 auf dem Gipfel des Shishapangma stand. Er arbeitet als Expedition Manager bei Seven Summit Treks.

## Besteigungen der Achttausender
- Herbst 2000: Cho Oyu
- Frühling 2001: Makalu
- Frühling 2002: Lhotse
- Herbst 2002: Cho Oyu
- Frühling 2003: Mount Everest
- Frühling 2004: Mount Everest
- Frühling 2005: Mount Everest
- Frühling 2008: Makalu
- Sommer 2008: Broad Peak
- Sommer 2010: Nanga Parbat
- Sommer 2010: Gasherbrum 1
- Herbst 2010: Manaslu
- Frühling 2011: Kanchenjunga
- Sommer 2011: Gasherbrum 1
- Sommer 2011: Gasherbrum 2
- Herbst 2011: Manaslu
- Frühling 2012: Dhaulagiri
- Frühling 2012: Annapurna
- Sommer 2012: K2
- Frühling 2013: Shishapangma